# Nematogenys inermis
Nematogenys inermis ist ein welsartiger Fisch und die einzige rezente Art in der Familie der Nematogenyidae (Bleistiftwelse). Er kommt endemisch in Zentral- und Süd-Chile etwa von Valparaíso bis Osorno am Grund von Flüssen, vorwiegend zwischen den untergetauchten Wurzeln von Bäumen vor.

## Merkmale
Nematogenys inermis ist ein langgestreckter, schuppenloser Fisch, der meist bis zu 20, maximal wahrscheinlich etwas über 40 Zentimeter Länge erreicht. Der Körper ist gefleckt, wobei die Färbung zwischen verschiedenen Populationen variiert. Der Kopf weist je ein Paar Barteln an Oberkiefer und Kinn und ein sehr kurzes Paar neben den Nasenöffnungen auf. Der Kiemendeckel weist keine Stacheln auf. Die hartstrahllose Rückenflosse sitzt in der Körpermitte über den Bauchflossen. Der Hartstrahl der Brustflossen ist am Hinterende gesägt. Eine Fettflosse fehlt.

## Systematik
Nematogenys inermis ist die einzige rezente Art der Familie, daneben ist mit Nematogenys cuivi eine fossile Art beschrieben worden. Innerhalb der Überfamilie der Loricarioidea bildet Nematogenys wahrscheinlich die Schwestergruppe zu den Schmerlenwelsen (Trichomycteridae), denen die Art früher auch zugerechnet wurde.

## Bestand
Während die Art zu Beginn des zwanzigsten Jahrhunderts noch häufig als Speisefisch genutzt wurde, gilt sie, wahrscheinlich auf Grund von Habitatsverlusten und Neozoen, heute als sehr selten. Genaue Bestandszahlen sind unbekannt.

## Nachweise
1. 1 2 3  Roberto E. Reis, Sven O. Kullander, Carl J. Ferraris (Hrsg.): Check list of the freshwater fishes of South and Central America. Edipucrs, Porto Alegre 2003, ISBN 85-7430-361-5, S. 268–269.
2. ↑  Tim M. Berra: Freshwater Fish Distribution. The University of Chicago Press, Chicago 2007, ISBN 978-0-226-04442-2, S. 218–219.
3. ↑  Joseph S. Nelson: Fishes of the world. 4. Auflage. John Wiley & Sons, Hoboken 2006, ISBN 978-0-471-25031-9, S. 168.